# Казанник, Алексей Иванович
Алексе́й Ива́нович Каза́нник (26 июля 1941, село Перепись Черниговская область, УССР, СССР — 2 июня 2019, Омск, Россия) — российский государственный деятель, юрист, доктор юридических наук (1991 год), профессор, Заслуженный юрист Российской Федерации (2006).
Генеральный прокурор Российской Федерации (с 5 октября 1993 года по 25 апреля 1994 года). Государственный советник юстиции 1 класса (1993 год). Заместитель губернатора Омской области (1996—2003 годы). В начале 1990-х годов получил известность благодаря тому, что после избрания в Верховный Совет СССР уступил своё место Борису Ельцину.

## Биография
Родился 26 июля 1941 года в селе Перепись Городнянского района Черниговской области Украинской ССР в многодетной крестьянской семье. Украинец. Отец и двое старших братьев погибли во время Великой Отечественной войны. Матери с тремя оставшимися детьми удалось пережить оккупацию.
В 1959 году по окончании средней школы по комсомольской путёвке уехал на строительство «Магнитки» в Темиртау Карагандинской области (Казахская ССР), где работал столяром в строительном управлении «Жилстрой» треста «Казметаллургстрой»: трудился плотником на строительстве металлургического комбината. В августе 1959 года стал очевидцем разгона демонстрации местных рабочих, бастовавших против роста цен на продовольствие и сокращения трудовых расценок. По его словам, эти события укрепили его решимость стать юристом.
С 1960 года проходил срочную службу в Советской Армии ВС Союза ССР в инженерных войсках.
В 1963 году поступил на юридический факультет Иркутского государственного университета, в 1968 году — в аспирантуру того же университета; работал ассистентом, старшим преподавателем на кафедре государственного права и советского строительства. Занимался проблемами координации в системе местных советов, специализировался сначала на конституционном праве зарубежных стран. Позднее, перейдя на преподавательскую работу на юридический факультет Омского государственного университета, являлся также специалистом в области экологического права в качестве доцента кафедры трудового, экологического и сельскохозяйственного права (1975—1991).
В 1970-х годах начал заниматься проблемами экологии; в эти годы он был лектором общества «Знание», выступал на различных предприятиях, посвящённых данной тематике. В 1979 году, вскоре после ввода советских войск в Афганистан, в одной из своих лекций дал этому событию отрицательную оценку, что послужило причиной его отстранения от публичных выступлений.
С 1991 года по 1993 год был заведующим кафедрой государственного права, управления и советского строительства юрфака ОмГУ (в настоящее время — кафедра государственного и муниципального права).

### Политическая деятельность
Весной 1989 года был выдвинут кандидатом в народные депутаты СССР по Омскому национально-территориальному избирательному округу № 22 (Омская и Тюменская области).
В своей предвыборной программе призывал отказаться от дорогостоящих программ (БАМ, переброс стока северных рек на юг, строительство гигантских гидроэлектростанций), высказывался за сокращение вооружённых сил (с предоставлением твёрдых социальных гарантий военнослужащим, увольняемым в запас). Проявил себя противником административного нажима в аграрной политике и выступил за смягчение налоговой политики в аграрном секторе, за долгосрочные кредиты, создание системы льгот и стимулирование аренды. Призвал разработать конституционный механизм отстранения от власти высших должностных лиц государства в случае нарушения ими конституции и злоупотребления служебным положением. Предложил создать законодательную базу охраны природы, ввести платное природопользование и экологический всеобуч.
После избрания вошёл в состав Межрегиональной депутатской группы, с 1990 года был также членом группы «За радикальную военную реформу». В эти годы работал в Комитете Верховного Совета СССР по вопросам экологии и рационального использования природных ресурсов, был известен как основной разработчик законопроекта «О судебной ответственности политических партий и массовых движений, совершивших преступление против своего народа, мира и человечности».
А. И. Казанник считал необходимым осуществление контроля над профильными министерствами со стороны соответствующей комиссии Верховного Совета, высказывался за право Съезда и Верховного Совета выражать недоверие правительству и отдельным министрам. На I Съезде народных депутатов СССР после избрания в Совет Национальностей Верховного Совета выступил с заявлением об отказе от этого места в пользу Б. Н. Ельцина. В октябре 1991 года на V Съезде народных депутатов РСФСР баллотировался в члены Конституционного Суда, но избран не был. Тогда же был делегирован Верховным Советом РСФСР в качестве наблюдателя в Совет Республик Верховного Совета СССР.
После отзыва из союзного парламента 12 декабря 1991 года вернулся к научно-педагогической деятельности. В 1992—1993 годах был председателем Комитета по делам национальностей, религий и общественных организаций администрации Омской области. Принимал участие в разработке программ развития межнациональных отношений, а также экономического и социального возрождения сибирского казачества. Являлся автором идеи создания в Омской области Азовского немецкого национального района, поддержал передачу всех культовых сооружений области в собственность соответствующих конфессий.
С февраля 1993 по февраль 1994 года — член Президентского Совета, принимал участие в подготовке референдума 1993 года, как компетентный специалист участвовал в разработке соответствующих профилю деятельности глав проекта новой Конституции Российской Федерации. В период конституционного кризиса 1993 года полностью поддержал действия президента Российской Федерации Бориса Ельцина в его противостоянии с Верховным Советом России.

### Генеральный прокурор Российской Федерации
В октябре 1993 года стал сопредседателем омского регионального отделения движения «Выбор России».
5 октября 1993 года, сразу после разгона Съезда народных депутатов и Верховного Совета, в нарушение Конституции был назначен указом Президента Б. Н. Ельцина Генеральным прокурором Российской Федерации (по действовавшей на тот момент Конституции Генерального прокурора мог назначать только Верховный Совет). Сменил на этом посту В. Г. Степанкова. Назначен по рекомендации В. В. Илюшина, победившего в аппаратной борьбе А. В. Коржакова, предлагавшего на эту должность А. Н. Ильюшенко.
На этом посту руководил завершением расследования уголовных дел, связанных с событиями 19-21 августа 1991 года и с разгоном Съезда народных депутатов и Верховного Совета в октябре 1993 года. Подал в отставку с должности 26 февраля 1994 года после того, как проявил принципиальность и отказался (вопреки распоряжению Ельцина и беспрецедентному давлению со стороны его администрации) препятствовать выполнению постановления Государственной Думы об амнистии участников событий 1991 и 1993 гг. Заявлял, что на протяжении всей работы в прокуратуре испытывал постоянное давление и вмешательство в расследование «политических дел сверху». Официально отправлен в отставку решением Совета Федерации 25 апреля 1994 года.

### Дальнейшая карьера
С февраля 1994 года занимался организацией Партии народной совести, реально существовавшей только в Омске. В числе возможных союзников своей партии называл блок «Явлинский — Болдырев — Лукин» и петербургскую Региональную партию центра.
В апреле 1995 года после учредительного съезда партии, как её председатель, заявил, что достигнута договорённость о сотрудничестве по созданию широкого блока центристских сил с Партией самоуправления трудящихся С. Н. Фёдорова и Народной партией России Т. Х. Гдляна.
В декабре 1995 года баллотировался кандидатом в депутаты Государственной думы 2-го созыва от Партии самоуправления трудящихся (партия не преодолела пятипроцентный барьер).
В марте 1996 года назначен заместителем губернатора Омской области, председателем комитета по делам национальной политики, религии и общественных объединений администрации Омской области. 30 сентября 2003 года добровольно подал в отставку.
В 2003—2007 годах был первым проректором Омского юридического института, параллельно, будучи профессором, преподавал на кафедре государственного и муниципального права ОмГУ.
В декабре 2012 года Казаннику присвоено почётное звание «Заслуженный профессор ОмГУ им. Ф. М. Достоевского» за выдающийся вклад в развитие научной, образовательной и культурно-воспитательной деятельности университета.

### Персональные данные
В 1970 году защитил кандидатскую диссертацию на тему «Координационная функция местных Советов депутатов трудящихся в современный период (на материалах Восточной Сибири)». Доктор юридических наук (1991 год), тема докторской диссертации — «Региональные проблемы правовой охраны природы в СССР»). Научная проблематика работ А. И. Казанника была довольно широкой: если в 1960-е годы он развивал советское государственное право, то с 1970-х годов переключился на правовую охрану природы. До кончины в круг его интересов входили также проблемы научной организации управленческого труда и делопроизводства в государственных учреждениях.
Имел звание «Заслуженный юрист Российской Федерации» (май 2006 года) «за заслуги в развитии юридической науки и подготовке юридических кадров». Был награждён также медалью им. А. Ф. Кони.
Умер 2 июня 2019 года (на 78-м году жизни), после продолжительной болезни. Прощание состоялось на юридическом факультете ОмГУ им. Ф. М. Достоевского 4 июня 2019 года. Похоронен на Старо-Северном мемориальном кладбище Омска.

### Семья
Был женат, имел двух сыновей. Увлекался пешим туризмом, чтением классической литературы, пересёк на байдарке озеро Байкал.